# うずしお (潜水艦・初代)
うずしお（ローマ字：JS Uzushio, SS-566）は、海上自衛隊の潜水艦。うずしお型潜水艦の1番艦。艦名は渦潮から由来する。

## 艦歴
「うずしお」は、第3次防衛力整備計画に基づく昭和42年度計画潜水艦8081号艦として、川崎重工業神戸工場で1968年9月25日に起工され、1970年3月11日に進水、1971年1月21日に就役し、第1潜水隊群に直轄艦として編入された。
1972年2月2日、第1潜水隊群隷下に新編された第4潜水隊に同日就役した「まきしお」とともに編入。
1973年10月16日、第4潜水隊が自衛艦隊隷下に新編された第2潜水隊群隷下に編成替え。
1974年8月16日から11月1日までの間、ハワイ派遣訓練に参加。
1987年3月24日、除籍。潜航回数は1,226回、潜航時数は28,244時間34分、スノーケル時数は8,705時間23分、総航程は218,125.3浬にのぼった。